# You Think You're a Man
Singles de Divine
Shake It Up
(1983) I'm So Beautiful
(1984)
You Think You're a Man est une chanson de la drag queen américaine Divine.
Sortie en single en juin 1984, la chanson a atteint la 35e place en Flandre (Belgigue néerlandophone), la 16e place au Royaume-Uni et la 9e place en Suisse. En Nouvelle-Zélande, elle a debute a la 27e place en mars 1985.

## Composition
Produite par le trio Stock/Aitken/Waterman, la chanson est devenue le premier hit dans le Top 75 britannique de leur carrière.